# Mosuo

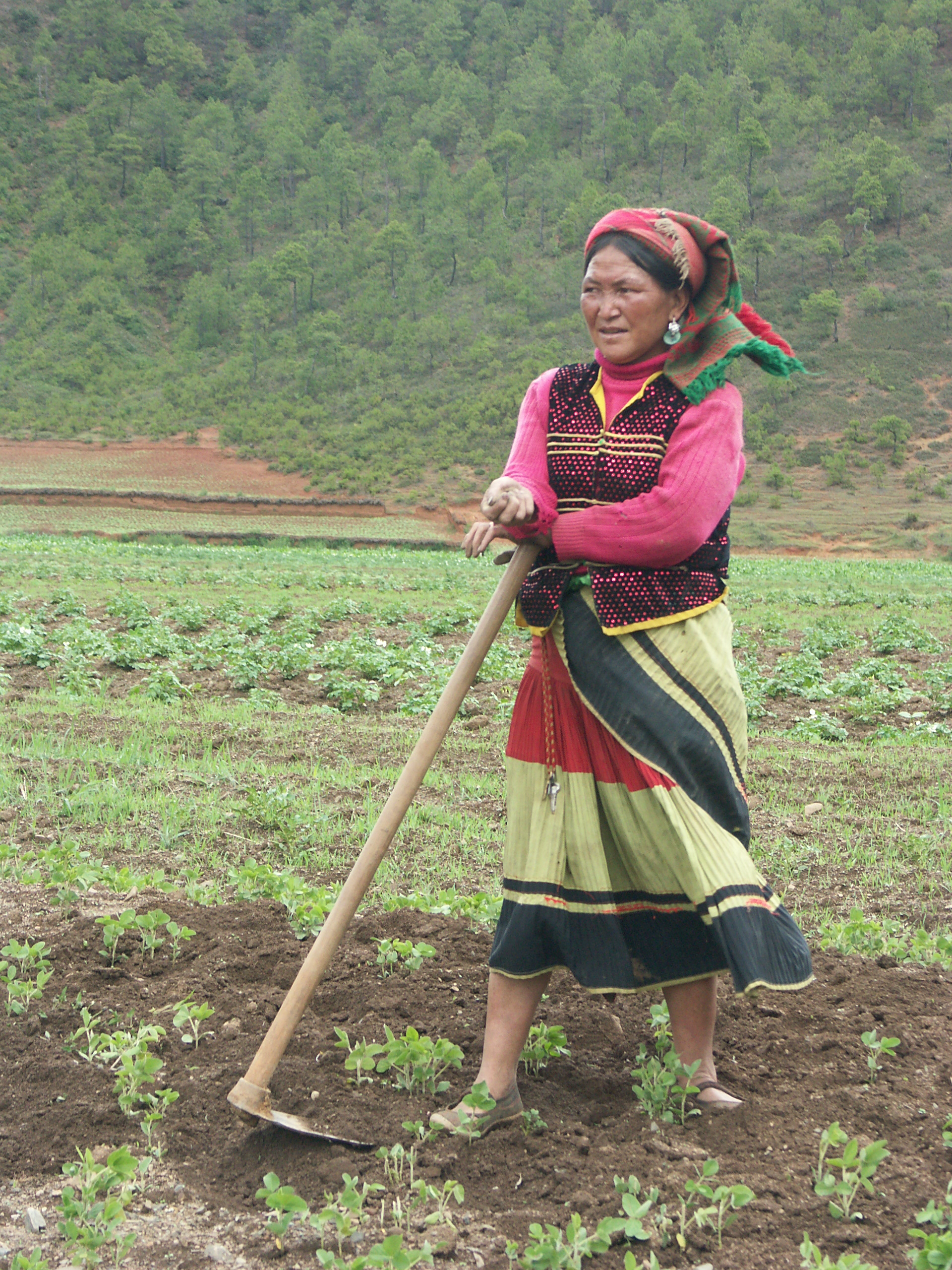
Kobieta Mosuo w pobliżu jeziora Lugu.

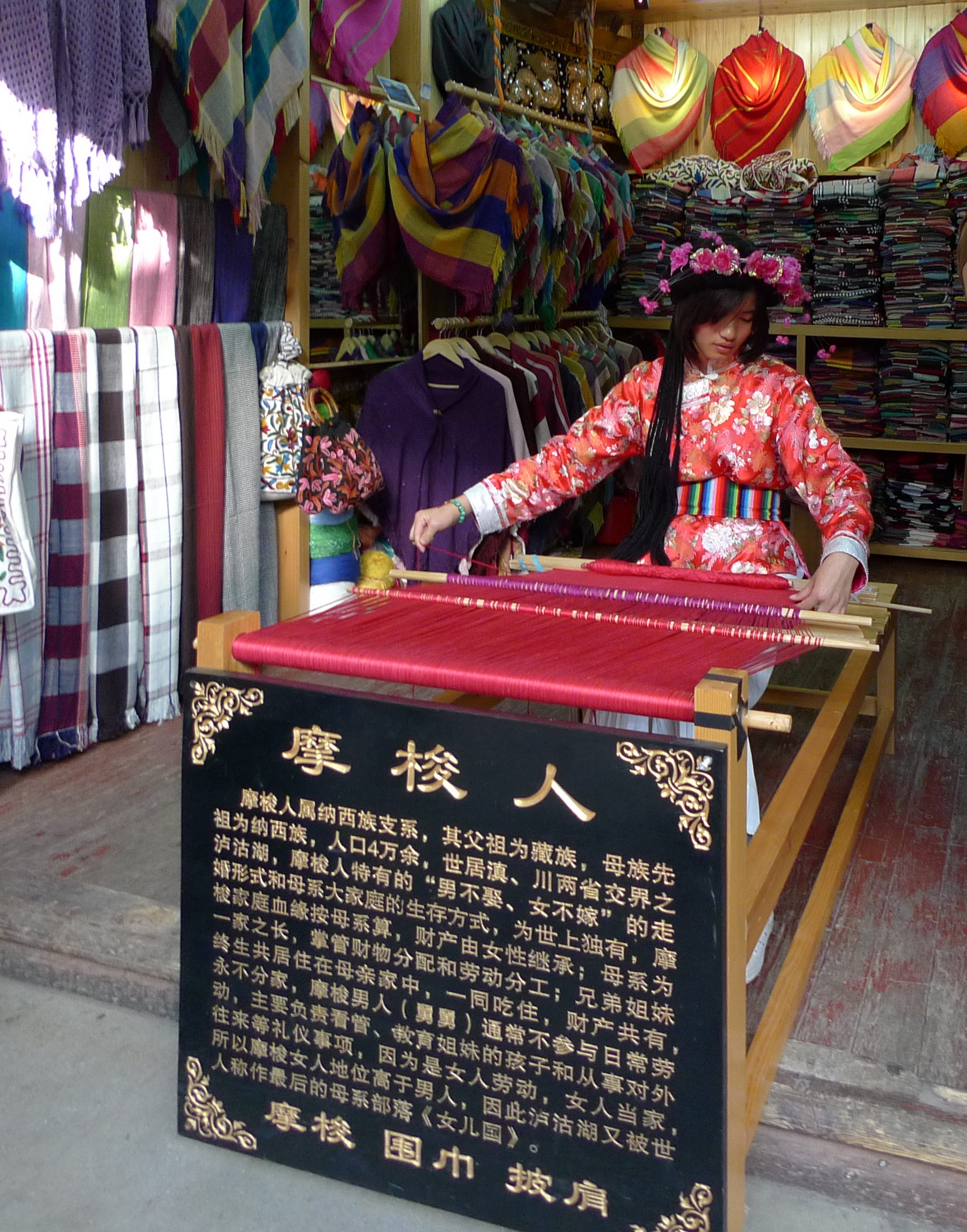
Tkaczka Mosuo

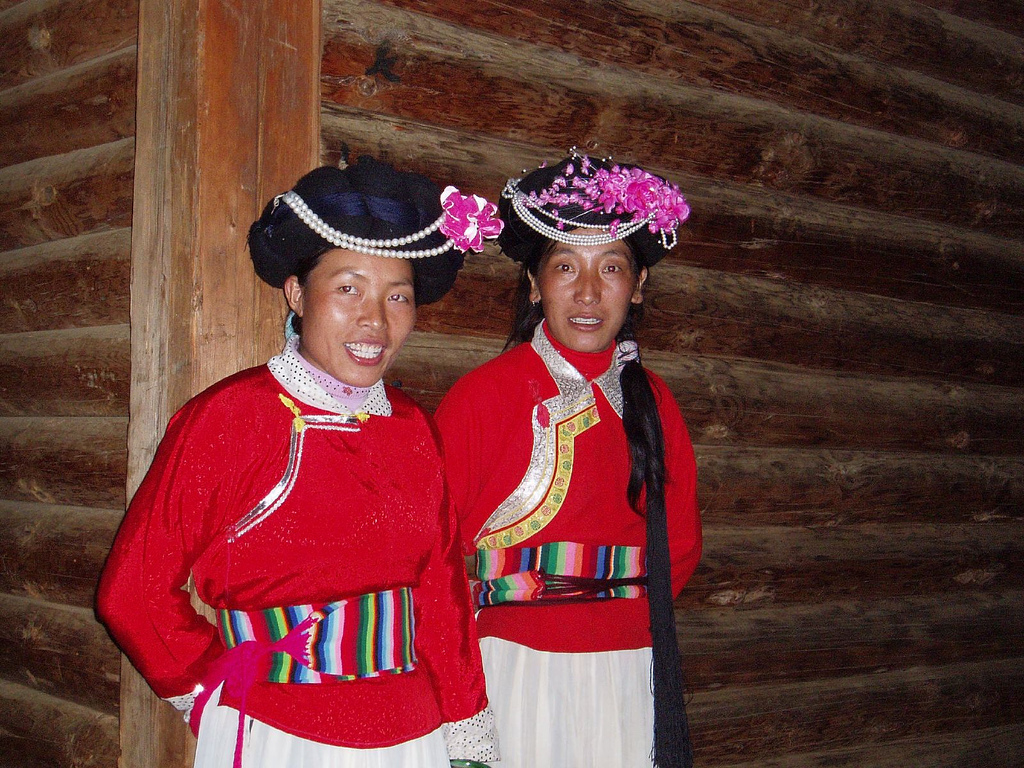
Mosuanki

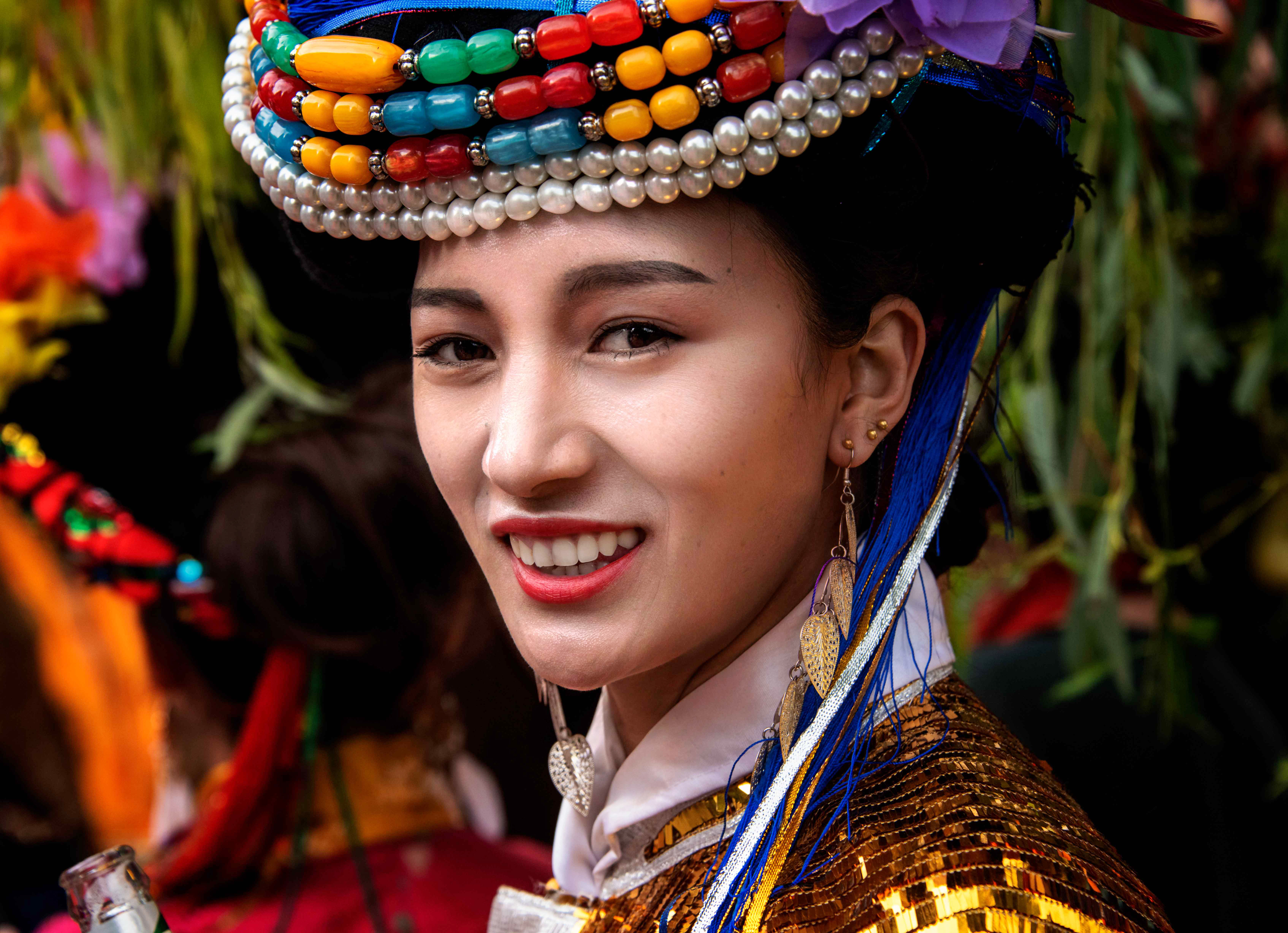
Młoda dziewczyna Mosuo

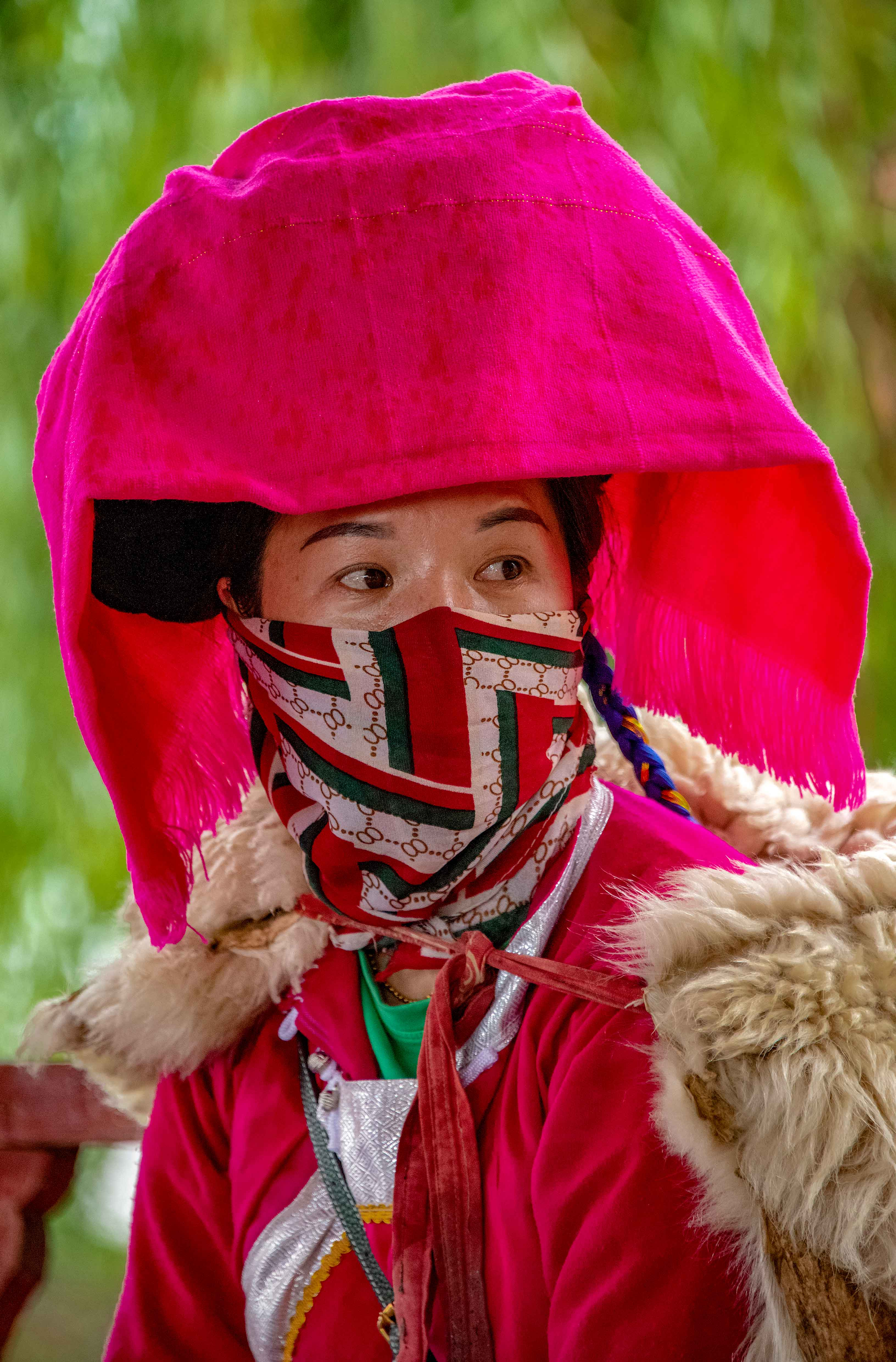
Kobieta Mosuo

Mosuo (chiń. 摩梭; pinyin Mósuō) – grupa etniczna w Chinach, zamieszkująca w prowincjach Junnan i Syczuan. Mosuo nie są uznawani przez władze ChRL za odrębną mniejszość narodową i pomimo istotnych różnic kulturowych są zaliczani do Naxi. Posługują się dialektem na, blisko spokrewnionym z językiem naxi, nie mają jednak własnego pisma. Kultura ta jest znana od ok. IV w n.e. Liczba ludności Mosuo wynosi około 40 tys., z czego 30 tys. żyje w prowincji Junnan w miejscach takich jak okolice jeziora Lugu Hu, Yongning, Labo, Yanokuba i Xinyingpan, pozostałe 10 tys. mieszka w prowincji Syczuan.

## Zwyczaje
W odróżnieniu od Naxi, większość społeczeństwa Mosuo charakteryzuje matrylinearny system pokrewieństwa i dziedziczenia. 60% Mosuo żyje w matrylinearnych gospodarstwach domowych yidu, pozostałe 40% żyje w społecznościach mieszanych, matrylinearno-patrylinearnych lub całkowicie patrylinearnych.

### Klan
Gospodarstwa domowe yidu wywodzą się z już nieistniejących, ale wciąż pamiętanych, podklanów zwanych siri (te z kolei wywodzą się z klanów er). Rodziny pamiętają swoje siri, co ma znaczenie w obchodach świąt — rodziny z tego samego siri razem obchodzą święta poświęcone przodkom, mają też wspólny cmentarz.
Na czele matrylinearnego gospodarstwa domowego — yidu, stoi dabu — matka lub inna kobieta z rodziny, wybrana ze względu na wykształcenie i zdolności. Dabu jest odpowiedzialna za zapewnienie rodzinie wyżywienia i innych zasobów oraz za podejmowanie decyzji w ważnych sprawach rodzinnych.
Każde gospodarstwo domowe ma od około 8 do 20-30 członków. Wszyscy mieszkają razem, w jednym, dużym domu. Oprócz matki — dabu dom zamieszkują: jej rodzeństwo (zarówno bracia, jak i siostry), jej córki i synowie oraz dzieci córek, jak również babcia — łącznie 3 do 4 pokoleń. Członkowie rodziny nigdy, poza trzema rzadkimi wyjątkami, nie wyprowadzają się z domu rodzinnego. Te wyjątki to: założenie przez córkę nowego domu, gdy rodzina jest zbyt duża; wyprowadzenie się córki do rodziny, w której brakło kobiet; wyprowadzenie się syna do rodziny, w której brakło mężczyzn.

### Podział ról
W matrylinarnej społeczności Mosuo panuje ścisły podział ról na kobiece i męskie. Kobiety odpowiedzialne są prowadzenie domu (dabu) oraz wszelkie prace domowe. Mężczyźni wykonują cięższe prace i pracują zarobkowo oraz są odpowiedzialni za wszystkie sprawy związane z pogrzebami. Bracia matki odpowiedzialni za życie religijne i obchody świąt.
Wszystkie siostry pełnią rolę matek dzieci swoich i swoich sióstr. Kobieta zapytana, ile ma dzieci zawsze odpowie liczbą odpowiadającą liczbie dzieci swoich i wszystkich jej sióstr.
Niepełnosprawni są uważani za wysłanników boga i mają swoje specjalne miejsce w społeczności Mosuo.
Wszystkie dobra materialne, w tym pieniądze zarobione przez mężczyzn, są własnością całego klanu. Każdy z jego członków wnosi wkład pracy stosownie do swoich umiejętności i korzysta z dóbr odpowiednio do swoich potrzeb. W ten sposób również osoby chore czy za stare, by pracować, mają zapewnioną opiekę i wyżywienie.

### Obyczaje pogrzebowe
Każda rodzina ma miejsce na cmentarzu swojego siri. Mosuo palą swoich zmarłych, po czym umieszczają prochy w woreczkach z konopi i zakopują odzwierciedlając miejsce siedzenia zmarłej lub zmarłego w sercu domu, kiedy jeszcze żyli. Starsi członkowie klanu są umieszczani w górnej części, młodsza generacja w dolnej, przy czym kobiety umieszcza się po prawej a mężczyzn po lewej.

### Małżeństwo
Najbardziej niezwykłym aspektem kultury Mosuo jest praktyka tzw. „chodzonego małżeństwa“ (chiń. 走婚 zou hun), który jest dominującym systemem małżeńskim wśród Mosuo żyjących w okolicach jeziora Lugu Hu a także w Syczuanie w okolicy Zuosuo i Yonging. Związek ten polega na tym, że zarówno mężczyzna, jak i kobieta na stałe mieszkają w swoich domach rodzinnych, a mężczyzna zaakceptowany przez kobietę odwiedza ją po kolacji i zostaje u niej na noc, po czym wraca do swojego domu rano. Dzieci powstałe z takiego związku są dziećmi kobiety i są wychowywane przez jej rodzinę, a więc przez jej siostry, braci i innych mieszkańców domu, rozstanie się kochanków nie ma więc wpływu na ich sytuację. Para nie jest złączona żadnymi więzami ekonomicznymi. „Chodzone małżeństwo” oparte jest wyłącznie na miłości i wzajemnej atrakcyjności.

## Religia
Obecnie wielu Mosuo praktykuje buddyzm tybetański, lecz istnieje również tradycyjna religia Daba.